# Католическая служба помощи
Католическая служба помощи (КСП) является международным гуманитарным учреждением католической общины в США. Агентство, основанное в 1943 году конференцией католических епископов США, оказывает помощь 130 миллионам человек в более чем 90 странах и территориях Африки, Азии, Латинской Америки, Ближнего Востока и Восточной Европы. 
Являясь членом Международной организации «Каритас», всемирной сети католических гуманитарных учреждений, КСП оказывает помощь в чрезвычайных ситуациях и помогает людям в развивающихся странах разорвать порочный круг бедности посредством инициатив в области устойчивого развития на уровне общин, а также миростроительства. Помощь основывается исключительно на потребности, а не на расе, вероисповедании или национальности. Штаб-квартира католической службы помощи находится в Познер Билдинг в Балтиморе, штат Мэриленд, и в то же время имеет многочисленные отделения на пяти континентах. КСП имеет около 5000 сотрудников по всему миру. Агентство управляется Советом директоров, состоящим из 13 священнослужителей (большинство из них епископы) и 10 мирян.

## История
Первоначально агентство было основано как Служба помощи во время войны, его первоначальная цель заключалась в оказании помощи беженцам из раздираемой войной Европы. Стечение обстоятельств в середине 1950-х годов — конец колониального правления во многих странах, постоянная поддержка американской католической общины и доступность продовольствия и финансовых ресурсов со стороны правительства США — помогли КСП расширить свою деятельность. Его название было официально изменено на католические службы помощи в 1955 году, и в течение следующих 10 лет он открыл 25 государственных программ в Африке, Азии, Латинской Америке и на Ближнем Востоке. Исполнительным директором КСП в этот период (1947—1976) был епископ Эдвард Э. Сванстрём. Одним из ключевых работников по оказанию помощи в те ранние годы был отец Фабиан Флинн, который руководил их усилиями в Германии, Австрии и Венгрии.
По мере роста агентства его программная направленность расширялась, адаптируясь к потребностям католической церкви после Второй мировой войны и условиям жизни людей, с которыми она сталкивалась. В 1970-х и 1980-х годах программы, которые начинались как простое распределение продуктов питания, одежды и медикаментов для бедных, развивались в направлении социально-экономического развития. К концу 1980-х годов здравоохранение, просвещение в области питания, микропредприятия и сельское хозяйство стали основными направлениями программ КСП.
В середине 1990-х годов КСП пережила значительную институциональную трансформацию. В 1993 году должностные лица КСП приступили к осуществлению усилий по стратегическому планированию с целью уточнения миссии и личности агентства. Вскоре после этого резня 1994 года в Руанде, в результате которой погибло более 800 000 человек, заставила сотрудников КСП пересмотреть то, как они осуществляли свои программы помощи и развития, особенно в местах, испытывающих или подверженных высокому риску этнических конфликтов. После периода институциональных размышлений КСП приняла концепцию глобальной солидарности и включила во все свои программы ориентированную на справедливость направленность, используя социальное учение католической церкви в качестве руководства.
Все программы оцениваются в соответствии с набором критериев социальной справедливости, называемых объективом справедливости. С точки зрения программирования, КСП теперь оценивает не только то, являются ли его мероприятия эффективными и устойчивыми, но и могут ли они оказать негативное воздействие на социальные или экономические отношения в сообществе.

## Деятельность
Программа КСП включает в себя:
- содействие развитию человеческого потенциала путем реагирования на крупные чрезвычайные ситуации, борьбу с болезнями и нищетой и создание мирных и справедливых обществ;
  - чрезвычайную помощь в связи со стихийными бедствиями и гражданскими конфликтами;
  - долгосрочные программы развития в таких областях, как сельское хозяйство, водоснабжение, здравоохранение на уровне общин, образование, здравоохранение, ВИЧ/СПИД, микрофинансирование и миростроительство;
- служение католикам.

### За рубежом
Зарубежная работа осуществляется в партнерстве с местными церковными учреждениями, другими религиозными партнерами, общественными организациями и местными органами власти. КСП подчеркивает расширение прав и возможностей партнеров и бенефициаров при принятии программных решений. Примеры программ включают в себя:
- Сельское хозяйство — непосредственная цель КСП заключается в улучшении благосостояния семьи посредством агроэкономического развития и охраны окружающей среды. Долгосрочная цель заключается в укреплении потенциала местных общин в плане контроля за своим собственным развитием[4].
- Чрезвычайное реагирование — стихийные бедствия и антропогенные катастрофы непропорционально влияют на жизнь малоимущих. КСП работает над обеспечением того, чтобы пострадавшее от бедствий население, по крайней мере, могло удовлетворять свои основные потребности и жить достойной жизнью. Агентство работает непосредственно с пострадавшими общинами и местными партнерами в целях содействия восстановлению и укреплению их потенциала в период до стихийных бедствий[5].
- HIV/AIDS — КСП продвигает общинные программы, которые помогают инфицированным, устраняют основные причины СПИДа и сокращают распространение ВИЧ. КСП является ведущим учреждением в консорциуме, который расширяет предоставление антиретровирусного лечения людям, инфицированным ВИЧ в Африке, Карибском бассейне и Латинской Америке. Финансирование этого предприятия осуществляется в рамках чрезвычайного плана президента по оказанию помощи в связи со СПИДом. В дополнение к этому в программах рассматриваются связанные со СПИДом стигматизация, нищета и особая уязвимость и бремя, с которыми сталкиваются женщины. В сферу деятельности КСП по борьбе с ВИЧ / СПИДом входит уход на дому за лицами и семьями, живущими с ВИЧ / СПИДом; поддержка сирот и уязвимых детей, затронутых СПИДом; изменение поведения и обучение жизненным навыкам; добровольное консультирование и тестирование; а также проекты, способствующие повышению уровня жизни бенефициаров[6].
- Миростроительство — приверженность агентства глобальной солидарности побудила КСП принять миростроительство в качестве общесистемного приоритета. Миростроительство в этом контексте определяется как долгосрочный проект строительства мирных, стабильных общин и обществ. КСП собрала группу региональных советников и технический персонал штаб-квартиры для работы с партнерами, и в десятках стран стартовали проекты миростроительства. Каждое лето КСП проводит учебные программы для своих сотрудников и зарубежных партнеров в Институте мира Минданао на Филиппинах и в Университете Нотр-Дам. На этих сессиях присутствует все большее число епископов из развивающихся стран[7].

### В США
Агентство также сделало привлечение католического населения США приоритетом. КСП стремится помочь католикам более активно жить своей верой и строить глобальную солидарность. Примеры программ включают в себя:
- Университет КСП — обеспечивает направление и ресурсы для подключения колледжей и университетских сообществ к работе и миссии КСП по всему миру, которая заключается в содействии развитию человеческого потенциала и глобальной солидарности.

- Программа КСП «Rice Bowl» — основанная в 1977 году. К 2017 году почти 12 миллионов прихожан, студентов и преподавателей участвуют в программе, которая подчеркивает молитву, пост, обучение и дарение. Материалы предлагают ежедневные молитвы, рецепты простых блюд и истории, которые учат о жизни в развивающемся мире. А сама чаша, символ голода и надежды, используется для сбора средств для нуждающихся. 75 % собранных средств поддерживают проекты развития в Африке, Азии и Латинской Америке — такие, как доставка и распределение продовольствия, обеспечение доступа к чистой воде и предоставление непродовольственных товаров, таких как ведра, брезент и москитные сетки[8]; остальные 25 % остаются в епархии для местных проектов по борьбе с нищетой и голодом[9].
- Глобальное партнерство солидарности — с учетом индивидуальных епархий или религиозных общин, инициатива помогает католикам США общаться с бедными за рубежом через образовательные и просветительские мероприятия, взаимные визиты и молитвенный опыт, а также финансовую поддержку конкретных программ развития на местном уровне[9].
- Католические службы помощи выступают в качестве ведущего члена коалиции глобального лидерства США, базирующейся в Вашингтоне коалиции из более чем 400 крупных компаний и общественных организаций, которая выступает за увеличение финансирования американских дипломатических усилий и усилий в области развития за рубежом[10].

## Помощь в чрезвычайных ситуациях

### Землетрясение в Индийском океане в 2004 году
В рамках широкомасштабного международного гуманитарного реагирования на землетрясение в Индийском океане в 2004 году католические службы помощи пожертвовали 190 млн долл. для финансирования и оказания помощи 600 000 пострадавшим. КСП предоставила комплекты укрытий для строительства палаток и временных убежищ, а также переходных, более прочных убежищ, рассчитанных на более длительное время. Некоторые из этих усилий в настоящее время кодифицированы и стали частью проекта «Сфера» — международного свода стандартов, которые будут использоваться организациями, оказывающими чрезвычайную помощь.

### Землетрясение на Гаити в 2010 году
Католическая служба помощи служит на Гаити с 1954 года. Более чем 50-летний опыт позволил КСП немедленно отреагировать на землетрясение и позиционировать агентство в качестве ключевого участника в восстановлении страны. Агентство работает через широкую сеть партнеров, включая католическую церковь на Гаити. Эти усилия по оказанию чрезвычайной помощи осуществляются в сочетании с гуманитарной помощью других общественных организаций.

### Сирийские беженцы
С момента начала гражданской войны в Сирии в марте 2011 года, КСП стала работать со своими церковными партнерами в Ливане, Иордании и Египте, чтобы обеспечить срочную медицинскую помощь, гигиену и жизнеобеспечение, консультирование и поддержку для почти 1 миллиона сирийских беженцев, большинство из которых являются детьми. Многие из них сейчас живут в незнакомой и неудобной обстановке, не могут посещать местные школы. Чтобы дать им структуру и чувство нормальной жизни КСП поддерживает формальное и неформальное образование, репетиторство, рекреационные мероприятия и медицинскую помощь.

### Кризис в Центральноафриканской Республике
Хотя этот кризис в Центральноафриканской Республике получил мало внимания средств массовой информации, по оценкам, 930 000 человек — 20 % населения, покинули свои дома с тех пор, как повстанцы свергли президента в марте 2013 года. Миллионы людей остро нуждались в пище, жилье и помощи. Католические службы помощи и Каритас Мбаики, Босангоа и Буар работали в стране, чтобы обеспечить чрезвычайную продовольственную, жилищную и сельскохозяйственную поддержку, а также поддерживали работу христианских и мусульманских религиозных лидеров по содействию урегулированию конфликтов и миростроительству.
КСП является членом Межконфессионального партнерства для укрепления мира (CIPP) в Центральноафриканской Республике, совместного проекта, начатого в 2016 году для поддержки процесса национального примирения и миростроительства. CIPP объединяет КСП, межконфессиональную Платформу Мира, Агентство США по международному развитию (USAID), Aegis Trust, Islamic Relief и World Vision International в содействии социальной сплоченности на различных уровнях, поддержке экономического развития и оказании помощи тем, кто пострадал от насилия в стране.

### Тайфун Хайян в 2013 году
Участвуя в гуманитарном реагировании на тайфун Хайян, в первые 3 месяца после тайфуна КСП сотрудничала с общинами и партнерами Каритас, чтобы обеспечить 200 000 человек аварийным жильем, чистой водой и санитарией. КСП потратила 23,7 млн долл. на свой ответ по состоянию на 30 сентября 2014 года. В течение первого года усилий по оказанию помощи (2013—2014) КСП восстановила более 3000 домов, построила 5000 и восстановила 2800 домашних уборных. КСП также создала программу восстановления средств к существованию, чтобы помочь всем тем, кто потерял работу из-за катастрофы. Она предлагает местным жителям выбор из пяти программ и предоставляет гранты на обучение. Программы включают в себя: выращивание сельскохозяйственных культур, животноводство, аквакультуру, малые и средние предприятия и повышение квалификации.

### Землетрясение в Непале в 2015 году
Для оказания гуманитарной помощи в связи с землетрясением в Непале католические службы помощи и их партнерские организации закупали материалы для оказания чрезвычайной помощи, такие как комплекты для жилья и санитарно-гигиенические материалы.

## Стандарты подотчетности
- 2011-2014 год. Американский институт филантропии: католические службы помощи были названы самым рейтинговым благотворительным фондом и получили рейтинг A или выше от института за эффективное использование большинства фондов для программирования и сбора средств.

- 2011-2014 год. Better Business Bureau/Wise Giving Alliance: КСП была признана соответствующей всем 20 стандартам отчетности благотворительных организаций, которые учитывают управление организацией, финансовую отчетность, правдивость и прозрачность[16].
- В сентябре 2011 года аудит показал, что только 3% расходов КСП были потрачены на администрирование, оставляя 4% на сбор средств и 93% на расходы по программам.
- Ноябрь 2011 года. Хроника филантропии: КСП заняла 51 место из 400 благотворительных организаций в ежегодном рейтинге благотворительности.
- Ноябрь 2011 года. Некоммерческая организация Times: КСП заняла 23-е место из 100 лучших благотворительных организаций, рассмотренных изданием.
- 2012 год[17]. КСП награждена 3 из 4 звезд за использование 93,3% средств на расходы программы.

## Внешние ссылки
- crs.org — официальный сайт Католическая служба помощи
- Better Business Bureau/Wise Giving Alliance Charity Report on Catholic Relief Services
- Article titled Catholic Relief Services: Helping Children Since World War II